# Bokje
Het Bokje (Lymnocryptes minimus) is een vogel uit de familie van strandlopers en snippen (Scolopacidae).

## Kenmerken

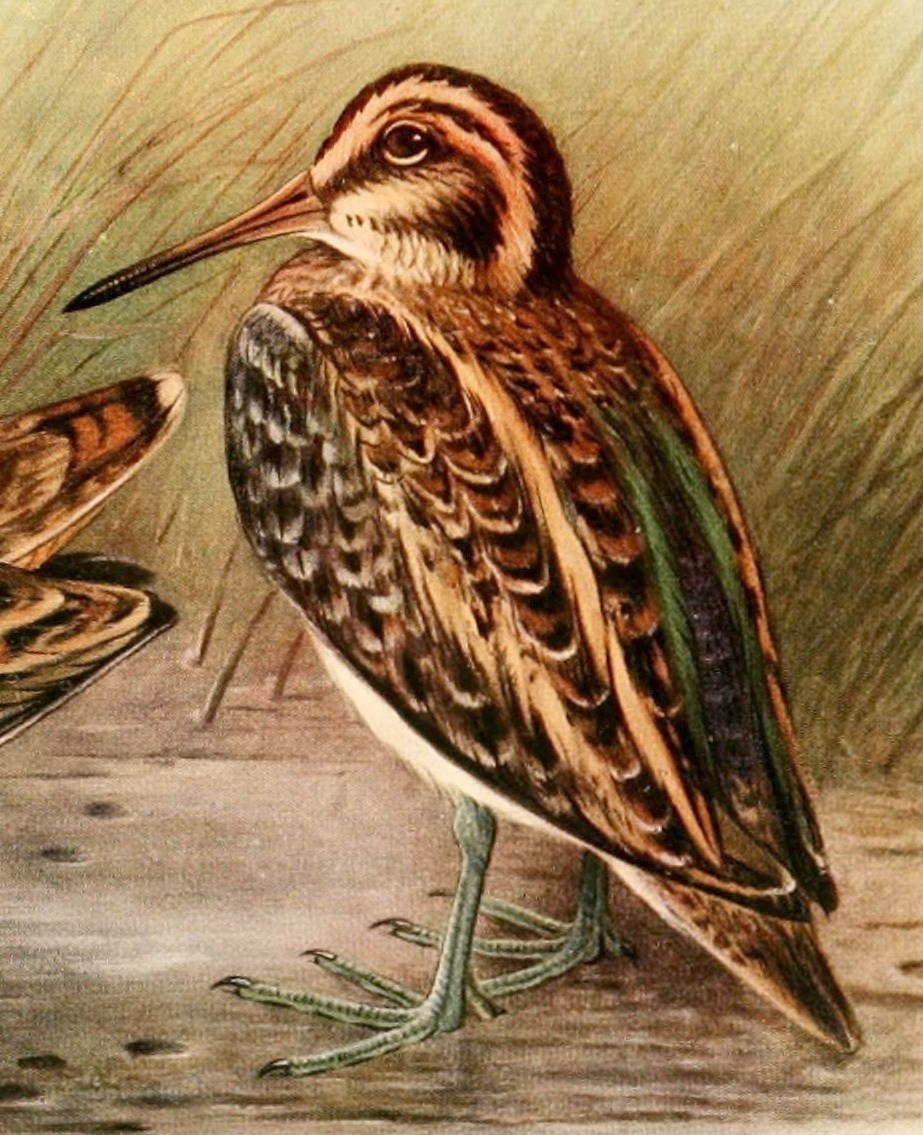
Lymnocryptes minimus
(1921), Henrik Grönvold

Deze kleinste snip heeft een lengte van 18 tot 20 cm. Vergeleken met de watersnip heeft hij een korte snavel, maar veel dikker. Hiermee is hij ook duidelijk te onderscheiden tijdens de vlucht. Over zijn rug lopen vier, lichte, brede strepen. Bij de watersnip zijn deze strepen veel smaller. Deze strepen zorgen voor een schutkleur. Bij de watersnip loopt er een smalle lichte streep midden over de kruin. Het bokje heeft een donkere kruin, maar ook lichte strepen op de kop (net als de watersnip). De mantel heeft een groen- of purperachtige glans. De onderzijde is wit.

## Leefwijze
Het bokje is vooral tijdens de schemering en 's nachts actief. Overdag kun je hem alleen waarnemen als hij wordt opgejaagd vanuit zijn schuilplaats. Anders dan zijn zustersoort de watersnip vliegt hij laag over de grond op zoek naar een nieuwe schuilplek enkele meters verder weg. Het bokje is geen schuwe vogel. Vaak blijft hij in zijn schuilplaats zitten als mensen op enkele meters afstand passeren. Hij wordt dan meestal niet opgemerkt. Zijn voedsel bestaat uit wormen, slakken, insecten, maar ook uit kleine plantendeeltjes.

## Voorkomen en status
De dieren broeden in het noorden van Rusland en Scandinavië. Er zijn vage, onbetrouwbare gegevens die zouden kunnen wijzen op broedgevallen in Friesland in de twintigste eeuw. Het bokje is vooral doortrekker en wintergast in Nederland en België. De meeste waarnemingen worden gedaan in oktober (najaarstrek) en in april (voorjaarstrek). Het gaat altijd om kleine aantallen. De vogels pleisteren op natte heiden, veengebieden, moerassen en drassige graslanden. De vegetatie moet kort zijn en zout water wordt gemeden. De totale wereldpopulatie is in 2015 geschat op meer dan 1 miljoen individuen en de trend is stabiel.

## Afbeeldingen

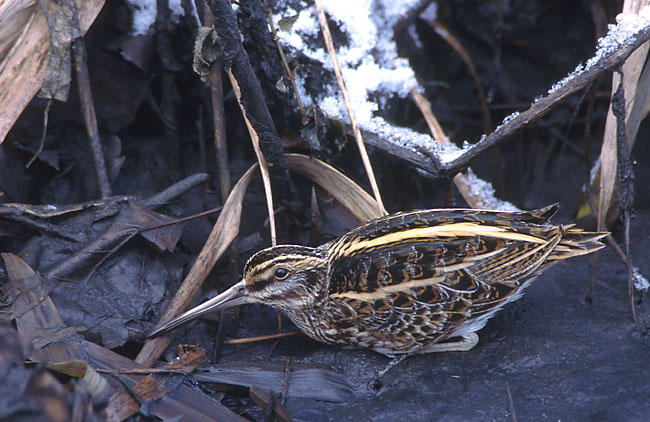
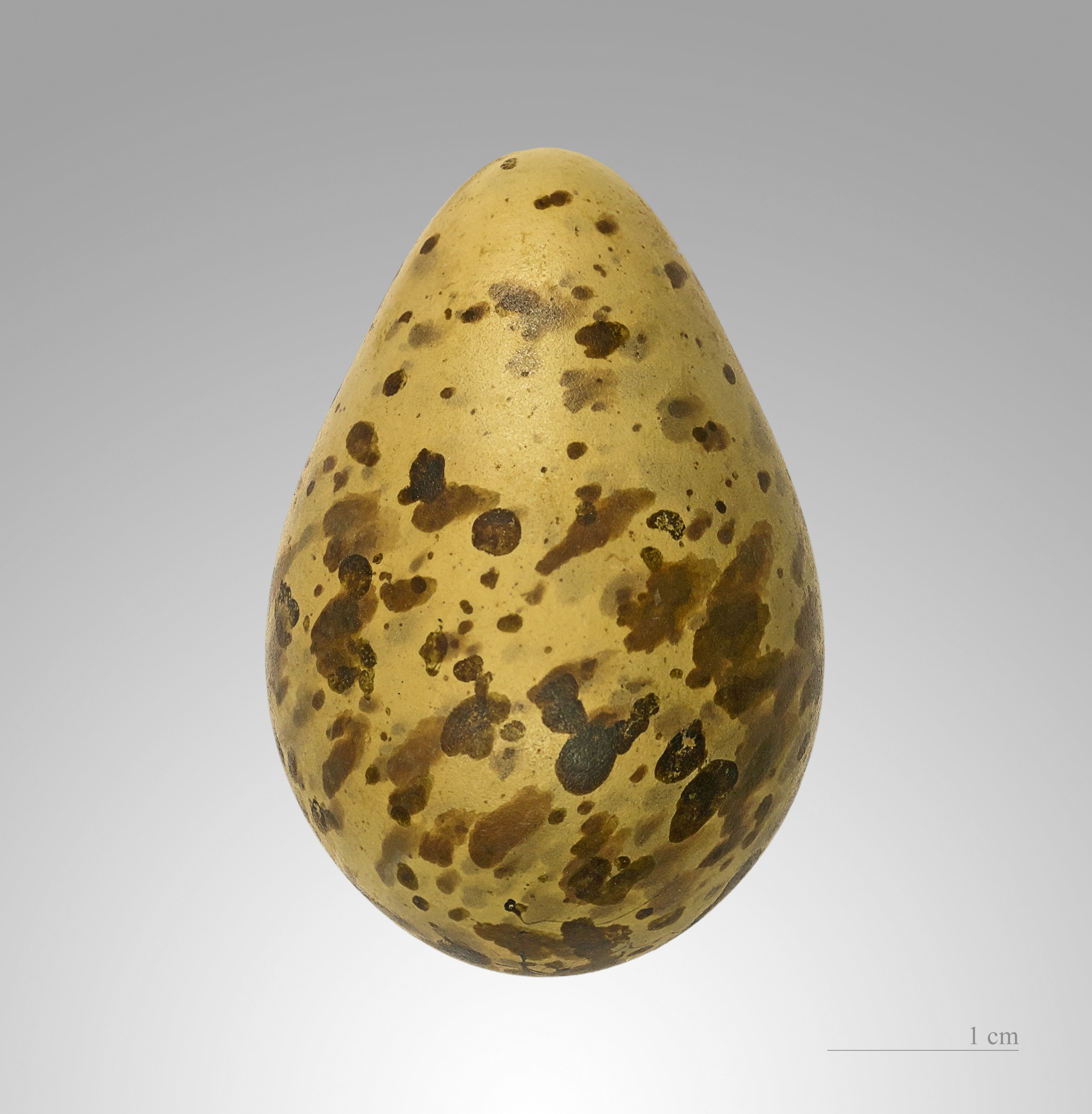

## Video
- Een foeragerend bokje in een kwelsloot
- Een bokje in het riet